# She's my Lady
『She’s my Lady』（シーズ・マイ・レディ）は1996年5月1日に発売された、山根康広7枚目のシングル。発売元は日本クラウン。　

## 概要
「恋という名の翼」から1年ぶりとなるシングル。オリコンチャートには4週ランクインした。

## 収録曲
全曲共通　作詞・作曲・編曲：山根康広　
1. She’s my Lady
日本テレビ系「独占!!スポーツ情報」エンディング・テーマ
2. 今日は雨
3. She’s my Lady（オリジナル・カラオケ）
4. 今日は雨（オリジナル・カラオケ）